# M80 Stiletto
M80 Stiletto je prototipni vojaški pentamaran, ki ga je zasnovalo podjetje M Ship Company. Ime ima po italijanski besedi »stiletto« - kar pomeni kratek nož ali bodalo. Pri konstrukciji so uporabili ogljikova vlakna. Plovilo ima majhen ugrez (0,8m) da lahko operirara blizu obal. 
Poganjajo ga štirje Caterpillar, Inc. C32 1232 kW (1652 KM) motorji. Največja hitrost je 50 kn (90 km/h), dsoeg pa 500 nmi (900 km). Dolžina plovila je 27 metrov. Lahko prevaža do 20 ton tovora.